# Perception (Fernsehserie)
Perception (engl.: Wahrnehmung) ist eine US-amerikanische Krimiserie, die von Kenneth Biller und Mike Sussman entwickelt wurde. Die Fernsehserie wurde von den ABC Studios für den US-Kabelsender TNT produziert. 
Sie handelt von Dr. Daniel Pierce, einem schizophrenen Professor der Neurowissenschaften, gespielt von Eric McCormack, der vom FBI regelmäßig als Berater herangezogen wird. Sie besteht aus drei Staffeln mit insgesamt 39 Episoden. Die Erstausstrahlung in den Vereinigten Staaten erfolgte vom 9. Juli 2012 bis 17. März 2015 bei TNT.

## Handlung
Der talentierte, jedoch exzentrische Neurowissenschaftsprofessor Dr. Daniel Pierce wird von seiner ehemaligen Studentin Kate Moretti, die beim FBI arbeitet, regelmäßig zur Aufklärung von Kriminalfällen als Berater herangezogen. Für Dr. Pierce bieten diese Fälle eine willkommene Abwechslung vom Alltag als Dozent an der Chicago Lake Michigan University. Da er unter Schizophrenie und damit einhergehend unter Halluzinationen leidet, steht ihm sein Assistent Max Lewicki zur Seite. Obwohl diese Krankheit für ihn oftmals belastend ist, nutzt er oft auch Halluzinationen zur Lösung der Verbrechen. Besonders seine imaginäre Freundin Natalie ist ihm dabei von Hilfe. Vor Moretti verschweigt er die Halluzinationen zunächst.

## Besetzung und Synchronisation
Die deutsche Synchronisation entsteht unter der Dialogregie von Marina Köhler durch die Synchronfirma Scalamedia GmbH in Berlin.

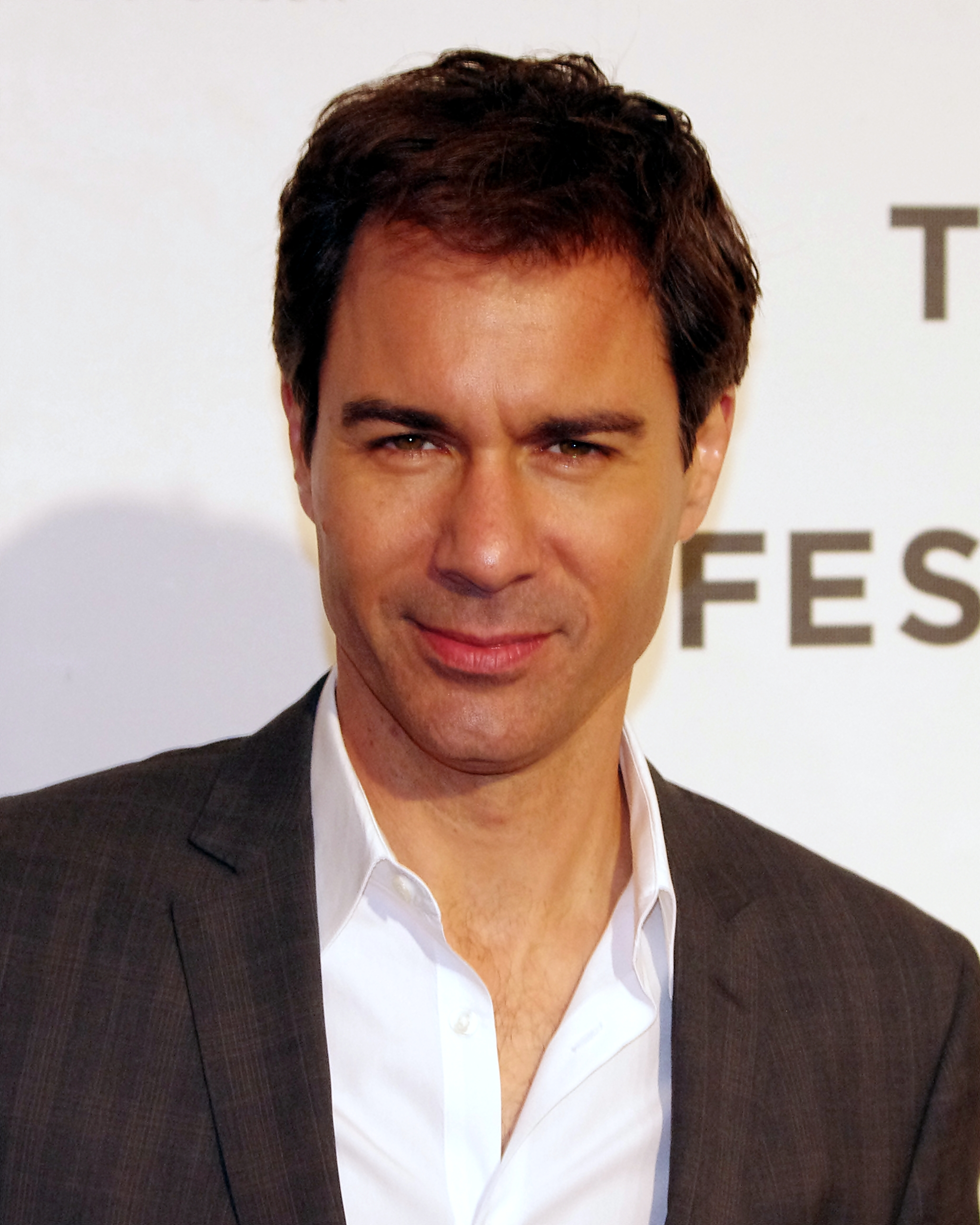
Eric McCormack spielt Dr. Daniel Pierce
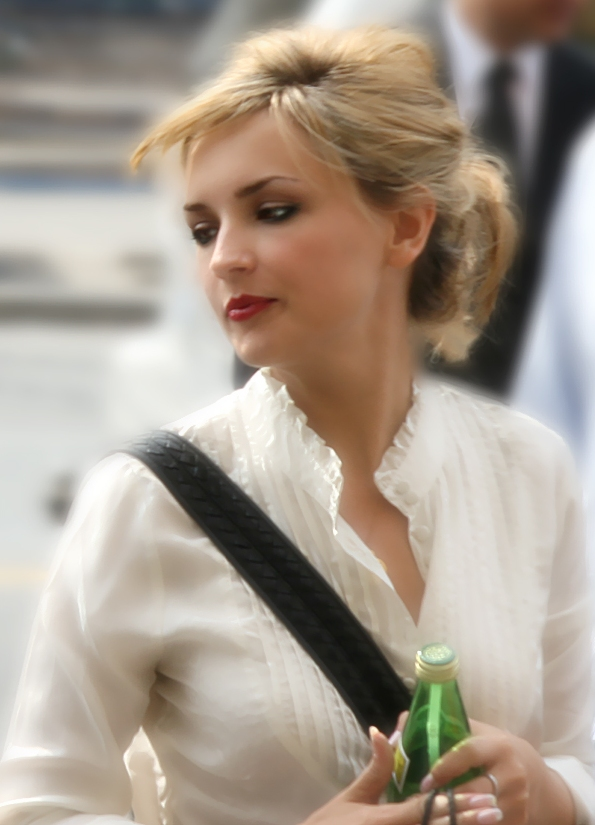
Rachael Leigh Cook spielt Kate Moretti
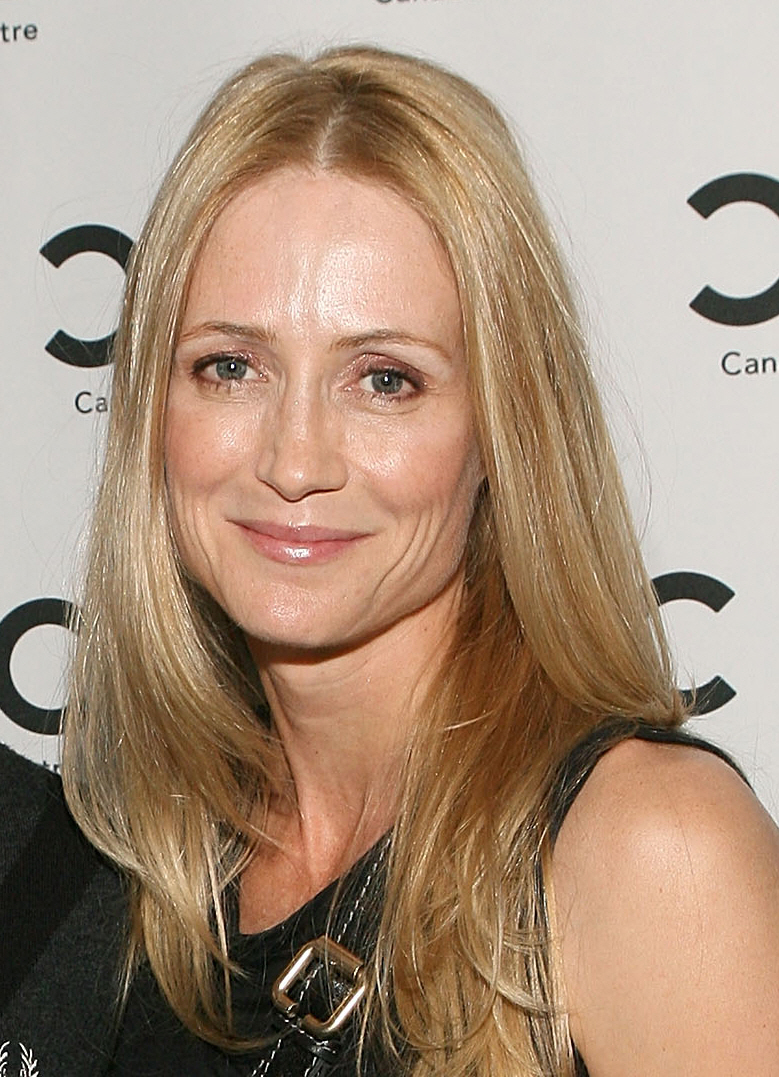
Kelly Rowan spielt Natalie Vincent
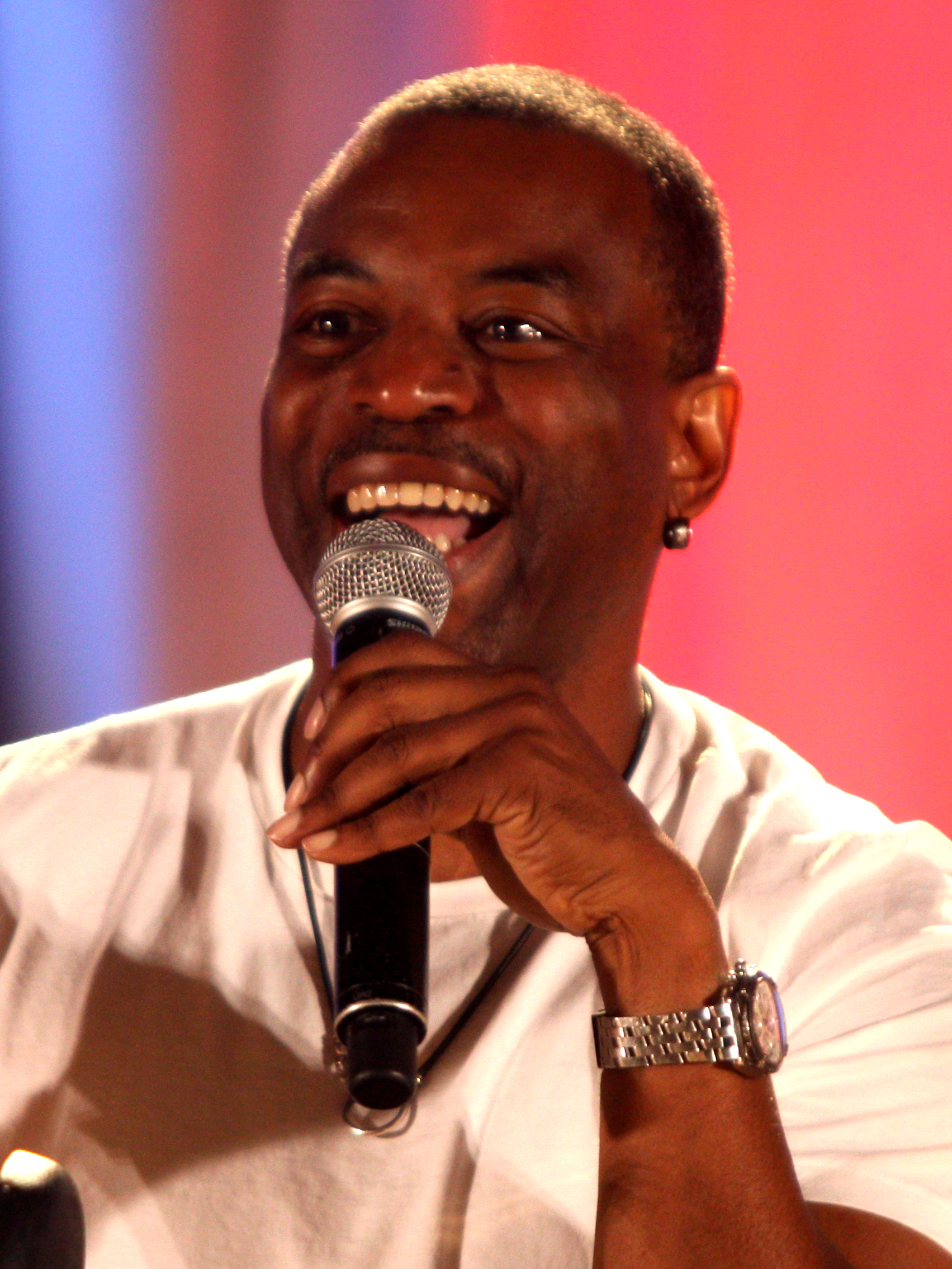
LeVar Burton spielt Paul Haley

### Hauptdarsteller
| Schauspieler       | Rollenname                           | Hauptrolle (Folgen) | Nebenrolle (Folgen) | Synchronsprecher      |
| ------------------ | ------------------------------------ | ------------------- | ------------------- | --------------------- |
| Eric McCormack     | Dr. Daniel Pierce                    | 1.01–3.15           |                     | Florian Halm          |
| Rachael Leigh Cook | Kate Moretti                         | 1.01–3.15           |                     | Giuliana Jakobeit     |
| Arjay Smith        | Max Lewicki                          | 1.01–3.15           |                     | Marcel Collé          |
| Kelly Rowan        | Natalie Vincent/Dr. Caroline Newsome | 1.01–3.15           |                     | Andrea Kathrin Loewig |
| LeVar Burton       | Paul Haley                           | 1.01–3.15           |                     | Charles Rettinghaus   |
| Scott Wolf         | Donnie Ryan                          | 3.01–3.15           | Staffel 2 2.01–2.13 | Gerrit Schmidt-Foß    |

### Nebendarsteller
| Schauspieler        | Rollenname                             | Nebenrolle (Folgen) | Anzahl Folgen | Synchronsprecher          |
| ------------------- | -------------------------------------- | ------------------- | ------------- | ------------------------- |
| Jonathan Scarfe     | Roger Probert                          | 1.01–1.10           | 6             | Alexander Brem            |
| Jamie Bamber        | Michael Hathaway                       | 1.02–1.08           | 3             | Philipp Moog              |
| Dan Lauria          | Joe Moretti                            | 1.05–3.15           | 5             | Roland Hemmo              |
| Shane Coffey        | D.J. Pierce (Dr. Pierce in der Jugend) | 1.08–3.14           | 5             | Roman Wolko               |
| David Paymer        | Rueben Bauer                           | 2.01–3.10           | 4             | Michael Pan               |
| Brad Rowe           | FBI-Agent Dalton                       | 2.02–3.09           | 6             | Sebastian Christoph Jacob |
| DJ Qualls           | Agent Rudy Fleckner                    | 2.05–3.14           | 5             | Dirk Stollberg            |
| Chelsea Ricketts    | junge Miranda Stiles                   | 2.09–2.10           | 2             | Jodie Blank               |
| John Rubinstein     | FBI Agent Jack Crawford                | 2.13–3.11           | 3             | Uli Krohm                 |
| Josh Coxx           | Special Agent Drexler                  | 2.14–3.15           | 3             | Peter Flechtner           |
| Peter Coyote        | James Alan Pierce                      | 3.03–3.11           | 4             | Reinhard Kuhnert          |
| Chris Gartin        | Father Pat                             | 3.04–3.15           | 4             | Stephan Schleberger       |
| Robert Curtis Brown | Dr. Josiah Rosenthal                   | 3.07–3.15           | 4             | Lutz Riedel               |
| Lisa Brenner        | Tasha Ogden                            | 3.08–3.15           | 3             | Manja Doening             |
| Brooke Nevin        | Shelby Coulson                         | 3.08–3.10           | 3             | Greta Galisch de Palma    |

Gastdarsteller
- Jayne Atkinson, zwei Folgen als Helen Paulson
- John Heard, zwei Folgen als Kongressabgeordneter Evan Rickford
- JoBeth Williams, zwei Folgen als Margaret Pierce
- Laura Slade Wiggins, eine Folge als Patti Wallace
- Neal McDonough, eine Folge als Fredrick James Dafoe
- Edward Furlong, eine Folge als Pete
- Ray Wise, eine Folge als Martin Sullivan
- Pamela Reed, eine Folge als Mrs. Penderhalt
- Brian Thompson, eine Folge als Vernon Hill
- Joanna Cassidy, eine Folge als Ruby

## Ausstrahlung und Produktion
Unter dem Namen Proof geplant, entwickelten Kenneth Biller und Mike Sussman die Serie bereits 2009 für TNT. TNT bestellte ein Jahr später eine Pilotfolge für Perception. Die Pilotfolge schrieben Kenneth Biller und Mike Sussman. Als Regisseur fungierte Alan Poul. Im Oktober 2010 wurde Eric McCormack für die Hauptrolle verpflichtet. Darauf folgten Arjay Smith und Rachael Leigh Cook. Kelly Rowan vervollständigte die Hauptbesetzung.
Im März 2012 gab TNT grünes Licht für die Produktion von zehn Folgen der Serie. Die erste Staffel wurde vom 9. Juli bis 17. September 2012 ausgestrahlt. Im August 2012 wurde die Serie um eine zweite Staffel verlängert, die zunächst aus dreizehn Episoden bestehen sollte, im Mai 2013 jedoch um eine weitere Episode aufgestockt wurde. Die Ausstrahlung der zweiten Staffel begann am 25. Juni 2013 und endete vorerst am 27. August 2013, der zweite Teil der Staffel folgte vom 25. Februar bis zum 18. März 2014. Ab dem 17. Juni 2014 wurde eine dritte Staffel mit 15 Folgen ausgestrahlt. Im November 2014 gab TNT die Einstellung der Serie nach insgesamt drei Staffeln bekannt.
Deutschland
In Deutschland hat sich die Mediengruppe RTL Deutschland die Ausstrahlungsrechte gesichert. Die erste Staffel der Serie war im Bezahlfernsehen bei RTL Crime vom 8. November 2013 bis zum 10. Januar 2014 zu sehen. Auch die beiden weiteren Staffeln liefen 2014 und 2015 auf diesem Sender. Vom 8. Oktober 2014 bis zum 17. Dezember 2014 wurden die ersten beiden Staffeln bei VOX ausgestrahlt.